# فندق جراند كونتيننتال
فندق كونتيننتال أوفندق جراند كونتيننتال (بالإنجليزية: Grand Continental Hotel)‏ هو فندق تاريخي بني خلال عصر الخديوى إسماعيل عام 1866 م باسم فندق كونتيننتال ، ثم تم تطويره وتغيير اسمه الى '"فندق جراند كونتيننتال عام 1908م.

## تاريخ

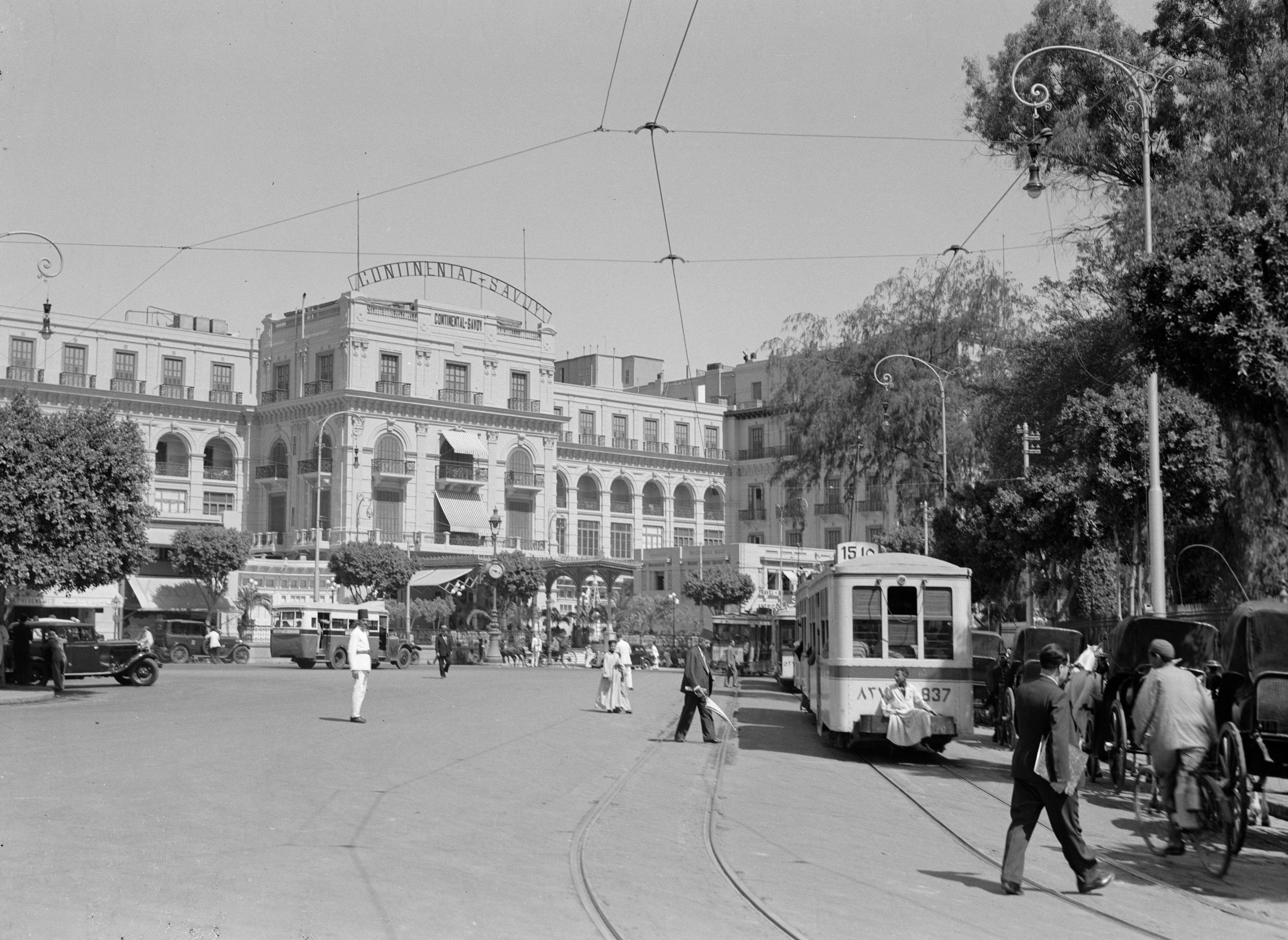
فندق الكونتيننتال

يقع فندق الكونتيننتال الملكي كما كان يسمى في وسط القاهرة الخديوية، حيث منطقة الأزبكية العريقة المعروفة بتاريخها الطويل، وهي أجمل بقعة في القاهرة طوال العهد الملكي، والتي كانت عبارة عن بركة كبيرة اسمها بركة الأزبكية، وترجع إلى عام 1517 مع دخول الجيوش العثمانية مصر، وقام الخديوي إسماعيل بتأسيس الميدان بعد ردم البركة، ثم أقام الأوبرا الخديوية القديمة، وهى أول أوبرا في الشرق الأوسط عام 1869، والتي احترقت في أحداث حريق القاهرة عام 1952، وميدان "الأوبرا" قديما أو" العتبة "حاليا أجمل ميادين مصر، كما تتميز المنطقة بتمثال "إبراهيم باشا" حفيد محمد على، والحديقة الأزبكية، وشارع فؤاد الأول سابقا "26 يوليو"حاليا أهم شوارع مصر التاريخية والتراثية طوال القرن الماضي.
في عام 1910 تم هدم الفندق وإعادة بنائه مرة أخرى باسم فندق" جراند كونتيننتال"، وقد شيده المهندس المعماري الإيطالي "جاستوني روسي" على الطراز الإيطالي وقد تم بناؤه على شكل حرف" "E، واشتراه أحد الأثرياء "سوارس"، ثم تم بيعه إلى النمساويين "جورج ننكوفيتش والكسندر رستوفيتش" .

## مواصفات

الفندق في ال20

يتكون الفندق من ثلاثة أجزاء تطل على شارع 26 يوليو، وشارع عدلي، وميدان الأوبرا، بالإضافة إلى ممر تجاري "الكونتيننتال" وتبلغ مساحته 2972.75 مترا مربعا، أما مساحة الفندق وحدها 6090 مترا مربعا، ويتكون من 5 طوابق و بدروم، ويحتوي على 176 غرفة، بالإضافة إلى عدد 297 محلا و ورشة تجارية بالدور الأرضي والأول، على الرغم من أهمية وقيمة الفندق التاريخية إلا أنه غير تابع لوزارة الآثار، حيث لم يتم تسجيله كمبنى أثري، بل إن المبنى مسجل ضمن المباني ذات الطراز المعماري المتميز فقط، ولذلك ظل مهجورًا منذ عام 1980، وفي أكتوبر عام 1985 تم إلغاء ترخيص الفندق، وفي عام 1990 تم تحويله كمقر لشركة الفنادق المصرية "إيجوث"، وقد بيع بالكامل للشركة في عام 1996، وقد أصدرت محافظة القاهرة في فبراير عام 2016 رخصة الهدم للفندق، وتعويض أصحاب المحلات .

## شهرته
ترجع شهرة الفندق التاريخية إلى وجوده بمكان فندق "نيو أوتيل" الذي شهد توافد ملوك وملكات أوروبا خلال افتتاح قناة السويس عام 1866، وشهادته وتأريخه للعديد من الحوادث والمناسبات التاريخية والوطنية البارزة منها اجتماعات قادة الحركة الوطنية المصرية مثل سعد زغلول، وعدلي يكن، والنحاس باشا، وعلي ماهر باشا، وشهد انعقاد البرلمان المصري المنحل في عهد الملك فؤاد، وأقام به الضابط الإنجليزي" توماس إدوارد لورانس" الشهير بـ"لورانس العرب" عام 1914، و اللورد "كارنافون" ممول أبحاث هاورد كارتر مكتشف مقبرة توت عنخ أمون .

## هدمه
مع استمرار الإهمال قامت الشركة المالكة له «شركة العامة للسياحة إيجوث» بتنفيذ أعمال الترميم و اللازمة له وآخرها الأعمال الواردة ومن واقع مسئولية الشركة قامت بإعداد الدراسات الفنية اللازمة من خلال الجهات الحكومية المتخصصة درأ لأى مخاطر، والتى انتهت إلى أن العقار بحالته الراهنة يمثل خطورة على الأرواح والممتلكات، وبناء عليه سعت الشركة بالتعاون مع الجهات الرسمية بمحاولة منها بترميم العقار بتوجيه دعوات إلى شاغلى المحلات لإخلائها لاستكمال إجراءات الترميم دون أى استجابة منهم، رغم الوعود المتكررة لهم بعودتهم إلى محالهم جميعاً بعد الانتهاء من أعمال الترميمات، وذلك تجنباً لأى آثار سيئة ناتجة عن حالة العقار، وفى عام 2008م سقط مكيف للهواء من إحدى المحلات أودى بحياة عروس، وانهارت أجزاء من أسقف بعض الغرف بالدورين الثانى والثالث وأخيراً سقف المدخل الرئيسى بالدور الأرضى انهاراً كاملاً في نهاية شهر يناير 2016م، وكان من الممكن حدوث كارثة بسبب هذه الانهيارات. تمت معاينة الأجزاء المنهارة بمعرفة مكتب الاستشارات الهندسية ( ايكو ) وأوصى التقرير بأن المبنى بحالته الراهنه يستدعي اجراء كثيراً من الترميمات والمعالجات وهى ليست ذى جدوى ولن يضمن معها سلامة المنشأ، و بتاريخ 12/7/2015 صدرت موافقة اللجنة الدائمة لحصر المباني ذات الطراز المعماري على هدم المبنى في ضوء تدهور حالته الإنشائية بوصفه منشأ آيل للسقوط مع الحفاظ على الواجهه المطلة على شارع عدلى وعند إعادة البناء يتم الاحتفاظ بالنمط المعمارى والحفاظ على نفس المسميات للقاعات الحالية ونفس الارتفاعات.

## الإعتراض علي هدمه
أطلق معارضون لهدم الفندق حملة ضد محافظة القاهرة بعد إصدار ترخيص هدم الفندق التاريخي وأطلق مدونون هاشتاغ «لا_لهدم_جراند_كونتيننتال»، طالبوا فيه الحكومة بالتراجع عن فكرة الهدم والعمل على تطويره.
عارض وزير الآثار السابق زاهي حواس، قرار هدم الفندق، وقال 
.

### التنسيق الحضارى
الفندق مسجل ضمن المبانى ذات الطراز المعمارى ويخضع لرؤية التنسيق الحضارى
وحيث إن المبنى مسجل ضمن المبانى ذات الطراز المعمارى المتميز فهو يخضع لرؤية التنسيق الحضارى، التى أفادت أيضاً بخطورة المبنى الإنشائية على حياة المارة وأوصت بضرورة هدمه مع الاحتفاظ بالواجهة المطلة على شارع عدلى ثم إعادة البناء بنفس الطراز والشكل القديم.

## إعادة بناءه
مع انتهاء اعمال الهدم التى بدأت يوم 28/1/2018 مع الحفاظ على الواجهة المطلة على شارع عدلى حفاظاً عليها طبقاً لمتطلبات التنسيق الحضارى، بات فندق كونتيننتال التاريخى، بمنطقة الأوبرا الخديوية بالأزبكية على بعد خطوات من العودة مرة أخرى على نفس طرازه وبنفس ارتفاعاته التى كانت عام 1870، وذلك بتكلفة تصل لنحو 1.7 مليار جنيه سيتم تدبيرها عن طريق قروض بنكية أو عن طريق الدخول في شراكة مع القطاع الخاص وفقا لما تتفق عليه الشركة القابضة للسياحة مع شركة ايجوث، مع تعويض المستأجرين حوالى 150 فردا، سواء للمحلات التجارية أو الصغيرة، تمهيدا لدفع تعويضات لهم لإنهاء الخلافات تماما.

## التصميم الجديد
إعادة إحياء الفندق تم إعداد التصميمات الخاصة بالفندق على نفس الطراز المعماري المميز وبنفس ارتفاعاته الاصلية التي أنشأ عليها في عام 1870 مع مراعاة البصمة البنائية للمبنى الأصلي وحدوده الخارجية، بالإضافة إعادة البناء طبقا لواجهاته التاريخية، مع المحافظة على الواجهة المطلة على شارع عدلي وربطها ودمجها مع التصميم على الواجهات التي تم اعداداها والتي تتسق مع الطابع المعماري المميز للمبني.
ويتكون المشروع المستهدف إنشاء فندق بدرجة نجومية خمس نجوم و بطاقة إجمالية 250 غرفة وجناح، بالإضافة إلى مجموعة من القاعات والمطاعم ونادي صحي وجيم ، وعدد ثلاثة أدوار تحت الأرض كأماكن لانتظار السيارات بطاقة استيعابية 691 سيارة، كذلك يتضمن المشروع مجموعة من المحلات التجارية لخدمة المنطقة وتتكامل مع الخدمات الخاصة بالفندق، وذلك بتكلفة تقديرية نحو 1.7 مليار جنيه.